# Роковая женщина (фильм, 2002)
«Роковая женщина» (фр. Femme Fatale) — кинофильм 2002 года, режиссёр Брайан Де Пальма.

## Сюжет
Главная героиня, Лора Эш, участвуя в похищении драгоценностей, обманывает сообщников и бежит в Париж. Там она сталкивается с похожей на неё девушкой, которая совершает самоубийство. Лора решает воспользоваться этим и выдать погибшую за себя, а себя — за неё. Ей это удаётся, и спустя семь лет она возвращается в Париж под именем Лили Уоттс, уже в качестве супруги нового посла США во Франции. Однако её прежние сообщники продолжают поиски украденных драгоценностей…

## В ролях
| Актёр            | Роль                 |
| ---------------- | -------------------- |
| Ребекка Ромейн   | Лора Эш / Лили Уоттс |
| Антонио Бандерас | Николас Бардо        |
| Питер Койоти     | Брюс Уоттс           |
| Эрик Эбуане      | Блэк Ти              |
| Эдуар Монтут     | Расин                |
| Ри Расмуссен     | Вероника             |
| Тьерри Фремон    | Серра                |
| Грегг Генри      | Леонард Шифф         |
| Фиона Курзон     | Стэнфилд Филлипс     |
| Дэниэл Милграм   | Пьер / Бертандер     |
| Ева Дарлан       | Ирма                 |
| Жан-Мари Фрин    | Луи                  |
| Денис Хеккер     |                      |
| Мэттью Геци      | охранник посольства  |

## Интересные факты
- Сначала роль Лоры предложили Уме Турман, но она не смогла принять предложение из-за беременности.
- Съёмки картины начались 12 марта 2001 года при бюджете 30—35 млн долл.
- Показанные в начале кадры кинокартины «Восток-Запад» режиссёра Режиса Варнье принадлежат реальному фильму, представленному на Каннском кинофестивале в 1999 году.
- Съёмки проводились во Франции — в Париже и Каннах.

## Дополнительная информация
- Ограничения по возрасту (рейтинг MPAA): рейтинг R
- Премьера фильма в мире: 30 апреля 2002
- Премьера фильма в России: 1 августа 2002 («West»)
- Кинопрокат фильма: Вест
- Сборы в США: 6 630 252 долл.
- Сборы в мире: + 10 208 658 = 16 838 910 долл.